# Belonogaster leonina
Belonogaster leonina är en getingart som beskrevs av Richards 1982. Belonogaster leonina ingår i släktet Belonogaster och familjen getingar. Inga underarter finns listade.